# Sohmer & Co.

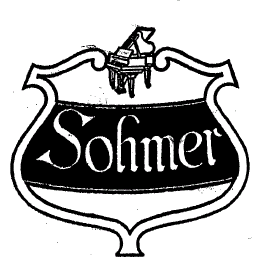
Markenzeichen von Sohmer & Co.

Sohmer & Co. war eine Pianomanufaktur, die 1872 in New York von Hugo Sohmer und Joseph Kuder gegründet wurde. Sohmer & Co. bauten den ersten modernen Stutzflügel und bauten auch Klaviere mit Aliquot und Agraffen in den Stegen, sowie die automatischen Klaviere der Marke Cecilian und Lizenzbauten von Welte-Mignon-Reproduktionsklavieren. Der US-Präsident Calvin Coolidge sowie die Komponisten Victor Herbert und Irving Berlin besaßen Sohmer-Instrumente. Heute ist Sohmer eine Produktlinie des südkoreanischen Herstellers Samick.

## Geschichte
Hugo Sohmer (1845–1913) stammte aus Dunningen, einem Ort bei Rottweil am Fuß des Schwarzwalds. Er erhielt eine Ausbildung in Literatur und Wissenschaften sowie in Musik und Klavierbau. Er emigrierte 1863 nach New York, wo er bei dem Klavierbauer Schuetze & Ludolff's arbeitete. Er verbrachte dann zwei Jahre wieder in Europa, um seine Ausbildung als Klaviermacher zu vertiefen, und kehrte 1870 nach New York zurück.
1872 gründete er Sohmer & Company in Partnerschaft mit Joseph Kuder (26. April 1831 – 24. Juli 1913), einem Klaviermacher aus Wien, der seit 1853 in New York gearbeitet hatte, zuerst für Steinway & Sons, später als Vorarbeiter bei Lighte, Newton & Bradburys, im Anschluss dann bei Marschall & Mittauer und auch für deren Nachfolger J. H. Boernhoeft.

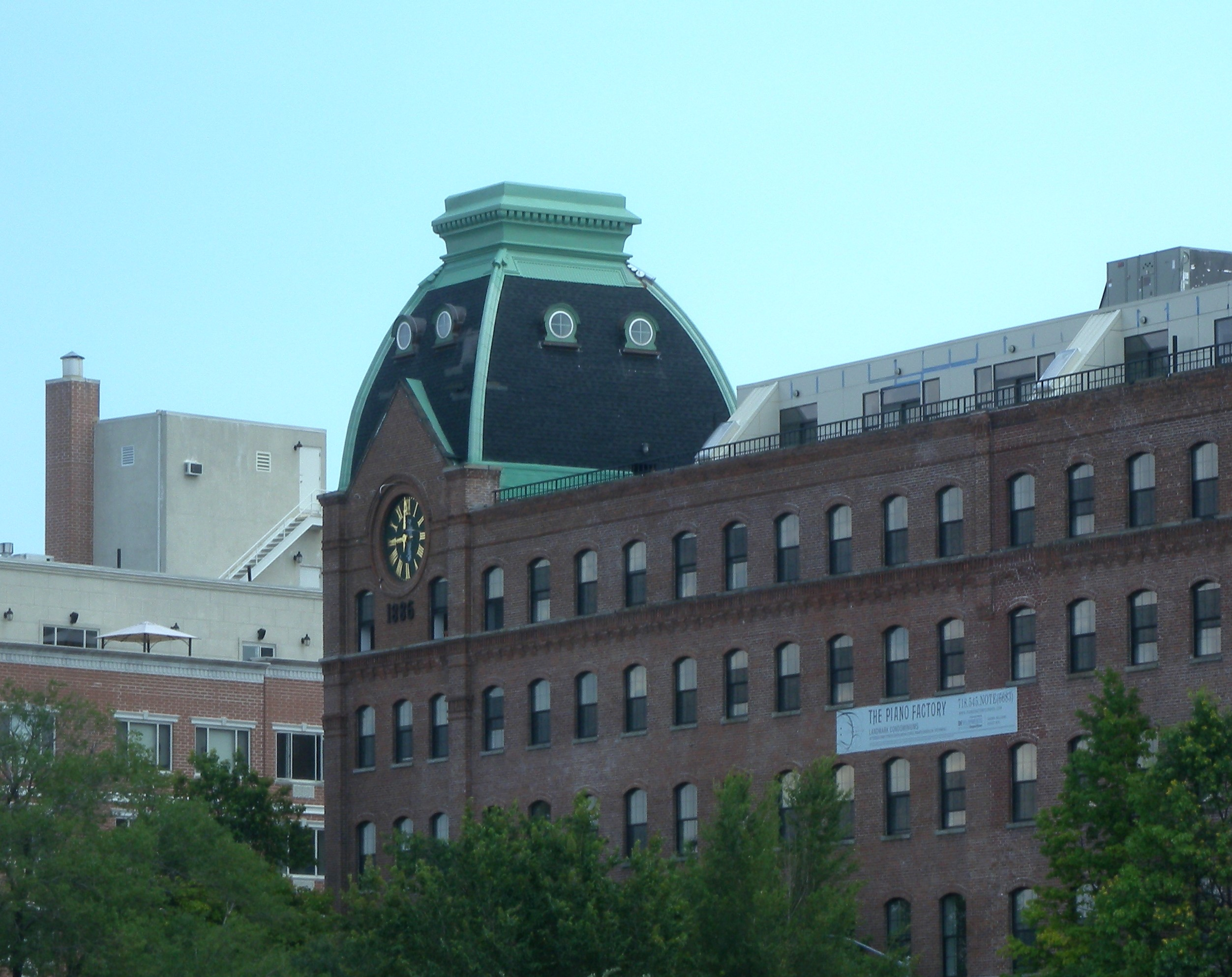
Sohmer-Fabrik in Long Island City

Sohmer & Co. fertigte und verkaufte Klaviere an Marschall & Mittauers früherer Adresse 149 East 14th Street. Das Unternehmen expandierte zur 155 East 14th Street und belegte ab 1879 Verkaufsräume in Brooklyn. 1883 zog das Unternehmen mit allem außer den Verkaufsräumen zur 143 East 23rd Street um, in ein Gebäude, das früher der Herstellung von Reed-Orgeln des Herstellers Carhart & Needham gedient hatte. 1885 wurde die Fabrik an der Ecke 14th St. und 3rd Ave. nach Plänen von Berger & Baylies umgebaut. 1886 kaufte man ein großes Grundstück am Wasser bei der Jamaica Avenue, Long Island, nahe der neuen Fabrik von Steinway & Sons. Dort wurde eine Fabrik mit sechs Stockwerken errichtet, ebenso nach Plänen von Berger & Baylies. Die Fabrik wurde 1907 um weitere sechs Stockwerke erhöht. 1919 wurde ein sechsstöckiger Bürobau und eine Verkaufsfläche in der 31 West 57th Street, New Yorks „Piano Row“ („Klavierstraße“) errichtet.
Sohmer bewarb seine Pianinos und Tafelklaviere auf der Weltausstellung von 1876 in Philadelphia, der Centennial International Exhibition. Sohmers Instrumente erhielten dort einen 1. Preis und ein Ehrendiplom. Sohmer zeigte in der Folge diese Medaillen an den Instrumenten, obschon das System der Preisverleihung zu beträchtlichen Diskussionen in der Öffentlichkeit führten, den sogenannten „Klavierkriegen“ der Ostküste der USA. Sohmer warb auch mit Ersten Preisen, die 1881 und 1882 in Montreal erzielt wurden.
Hugo Sohmer vermarktete die ersten modernen Bijou- oder Baby Grand–Flügel (Stutzflügel, oder noch spezifischer Glockenflügel), die er mit einem symmetrischen Gehäusedesign 1884 patentiert bekam. „Nur fünf Fuß lang, diese Flügel!“  wurden beworben als „die kleinsten Flügel, die jemals produziert wurden“, sollten aber „große Kraft und ein großes Tonvolumen haben, zusammen mit langanhaltender Tonqualität und elastischem Anschlag, den man sonst nur bei Konzertflügeln findet.“ Das Unternehmen ließ sich 1882 auch Verbesserungen bei den Agraffenbefestigungen und an der Klaviatur patentieren. 1887 wurden eine Agraffe für Vierfach-Besaitung nach einer „reverbation scale“ („Hall-Skala“) und ein Pianissimo-Pedal bei Pianinos patentiert, sowie 1890 Brückenagraffen.
Harry J. Sohmer folgte 1913 seinem Vater als Präsident nach. 1940 firmierte er das Unternehmen in eine Kapitalgesellschaft um. 1971 folgten ihm seine Söhne Harry J. Sohmer jr. als Präsident und Robert H. Sohmer als Kaufmännischer und Finanzvorstand nach. Die Sohmer-Brüder verkauften das Unternehmen 1982 an Pratt, Read & Co., den größten amerikanischen Hersteller von Klaviermechaniken und Klaviaturen in Ivoryton, Connecticut. Die Sohmer-Brüder verblieben anfangs noch im Unternehmen, wurden dann aber als Manager von Dave Campbell ersetzt.

## Änderungen nach dem Verkauf seitens der Sohmer-Familie
1985 kaufte Sohmer & Co. Mason & Hamlin und die Markenrechte an Wm. Knabe & Co. sowie die Ausrüstungen der in Konkurs gegangenen Aeolian Corporation. 1986 verkaufte Pratt, Read & Co. die Sohmer Holding Co. an eine Gruppe von Investoren unter der Führung von Robert MacNeil. Die Produktion zog zu einer neuen Fabrik nach Elysburg, Pennsylvania.
1989 verkaufte MacNeil Sohmer & Co., die nun Mason & Hamlin, Knabe und George Steck einschloss, an Bernard G. Greer, der einen maßgeblichen Anteil an der Falcone Piano Co. hielt. Lloyd W. Meyer, ein früherer Vorstandsvorsitzender (CEO) von Steinway & Sons, wurde verantwortlich für eine Reorganisation beider Gesellschaften.
1996 kauften Kirk und Mark Burgett für die Music Systems Research aus Sacramento, Kalifornien, die Hersteller des PianoDisc-Spielsystems, Sohmer als Teil der in Konkurs gegangenen Vermögensteile von Mason & Hamlin.
Sohmer-Klaviere werden nun in Korea bei der Samick Music Corporation gefertigt, die die Marken Samick und auch Wm. Knabe & Co., Kohler & Campbell und die Remington-Klaviere fertigen.